# Canton d'Orléans-Sud
Le canton d'Orléans-Sud ou canton d'Orléans 3e est une ancienne division administrative française située dans le département du Loiret.
Le canton est créé en 1806 au cours du Premier Empire et disparaît en 1973 sous la Cinquième République.

## Histoire
Au cours du Premier Empire, selon le décret impérial du 21 août 1806 intitulé « décret contenant rectification de plusieurs Cantons dont sont composés les Justices de paix du département du Loiret », la ville d'Orléans est redécoupée (deux cantons supplémentaires).
Le canton d'Orléans-3e ou canton d'Orléans-Sud est alors créé. Il intègre le Sud de la ville d'Orléans et absorbe le canton d'Olivet, supprimé.
Le redécoupage des arrondissements intervenu en 1926 n'affecte pas le canton d'Orléans-Sud, rattaché depuis 1806, à l'arrondissement d'Orléans.
Avec le décret du 23 juillet 1973 paru sous la Cinquième République et la présidence de Georges Pompidou, le canton d'Orléans-Sud est supprimé et divisé en deux nouveaux cantons : le canton d'Orléans-Saint-Marceau - La Source (ou Orléans-V) et le canton d'Olivet.

### Liste des communes ayant appartenu au canton
| Nom                        | Année d'intégration | Canton précédent | Année de sortie | Canton suivant                    |
| -------------------------- | ------------------- | ---------------- | --------------- | --------------------------------- |
| Olivet                     | 1806                | Olivet           | 1973            | Olivet                            |
| Orléans (fraction)         | 1806                | Orléans          | 1973            | Orléans-Saint-Marceau - La Source |
| Saint-Cyr-en-Val           | 1806                | Olivet           | 1973            | Olivet                            |
| Saint-Denis-en-Val         | 1806                | Olivet           | 1973            | Olivet                            |
| Saint-Hilaire-Saint-Mesmin | 1806                | Olivet           | 1973            | Olivet                            |
| Saint-Jean-le-Blanc        | 1806                | Olivet           | 1973            | Olivet                            |
| Saint-Pryvé-Saint-Mesmin   | 1806                | Olivet           | 1973            | Olivet                            |

## Représentation

### Liste des conseillers généraux successifs (1833 à 1973)

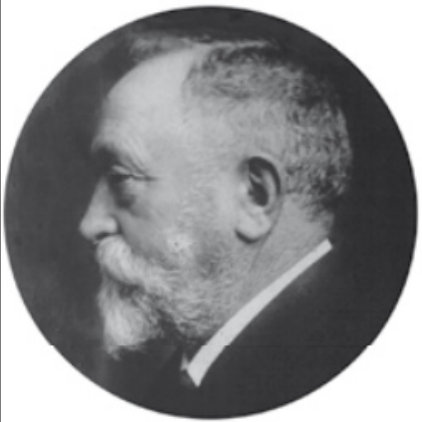
Albert Barbier, conseiller général du canton entre 1907 et 1931

| Période                                  | Période      | Identité                          | Étiquette   | Qualité |
| ---------------------------------------- | ------------ | --------------------------------- | ----------- | --- |
| 10 novembre 1833                         | 1845         | Étienne Sylvain Lemaigre-Faucheux |             | Fabricant de papier Maire de Saint-Pryvé-Saint-Mesmin                                                                                   |
| 23 novembre 1845                         | 1877         | Baron Achille Bigot de Morogues   | Droite      | Propriétaire Maire de Saint-Cyr-en-Val                                                                                                  |
| 4 novembre 1877                          | 1887 (décès) | Charles Sanglier                  | Républicain | Commerçant Maire d'Orléans (1878-1887)                                                                                                  |
| 17 avril 1887                            | 1907         | Paul Transon                      | Républicain | Horticulteur Maire d'Orléans (1896-1899)                                                                                                |
| 28 juillet 1907                          | 1931         | Albert Barbier                    | RG          | Horticulteur |
| 18 octobre 1931                          | 1940         | Eugène Turbat                     | Radical     | Horticulteur-pépiniériste Maire d'Orléans (1929-1935) Sénateur du Loiret (1933-1940)                                                    |
|                                          |              | Seconde Guerre mondiale           |             | |
| 1943                                     | 1945         | Eugène Brisset                    |             | Conseiller municipal d'Orléans Membre de la Commission administrative départementale (1940-1943) Nommé conseiller départemental en 1943 |
|                                          |              |                                   |             | |
| 1945                                     | 1951         | Roger Crozat                      | DVG         | Médecin, maire d'Olivet (1944-1947) |
| 1951                                     | 1970         | Joseph Maury                      | DVD         | Industriel, maire d'Olivet (1948-1965)                                                                                                  |
| 1970                                     | 1973         | M. Brossard                       | Centriste   | Elu en 1973 dans le Canton d'Olivet |
| Les données manquantes sont à compléter. |              |                                   |             | |

### Conseillers d'arrondissement (de 1833 à 1940)
| Période                                  | Période      | Identité                                        | Étiquette         | Qualité |
| ---------------------------------------- | ------------ | ----------------------------------------------- | ----------------- | --- |
| 1833                                     | 1834 (décès) | Laurent Émery Mesmin-Thomas                     |                   | Propriétaire, maire d'Olivet                                                                                |
| 1834                                     | 1839         | Pierre Nicolas Hue jeune                        |                   | Maire de Saint-Jean-le-Blanc                                                                                |
| 1842                                     | 1848         | Achille Bigot de Morogues                       |                   | Maire de Saint-Cyr-en-Val                                                                                   |
| 1848                                     | ap.1852      | Ernest Léon Charles Patas d'Illiers (1811-1906) |                   | Propriétaire, maire d'Olivet (1851-1871)                                                                    |
|                                          |              |                                                 |                   | |
| 1913                                     | 1940         | Joseph Hyvernaud (1861-1946)                    | Radical dissident | Médecin, conseiller municipal d'Orléans, Président du Conseil d'arrondissement                              |
| 1940                                     |              |                                                 |                   | Les conseils d'arrondissement ont été suspendus par la loi du 12 octobre 1940 et n'ont jamais été réactivés |
| Les données manquantes sont à compléter. |              |                                                 |                   | |

## Géographie

### Composition
Le canton d'Orléans-Sud comprend une partie de la commune d'Orléans, répartie entre cinq cantons, et groupe en outre les communes d'Olivet, Saint-Cyr-en-Val, Saint-Denis-en-Val, Saint-Hilaire-Saint-Mesmin, Saint-Jean-le-Blanc, Saint-Pryvé-Saint-Mesmin.

### Statistiques
|    | Labours | Labours | Prés | Prés | Vignes | Vignes | Bois | Bois | Divers | Divers | Total |
| -- | ------- | ------- | ---- | ---- | ------ | ------ | ---- | ---- | ------ | ------ | ----- |
| ha | %       | ha      | %    | ha   | %      | ha     | %    | ha   | %      | ha     |       |
|    |         |         |      |      |        |        |      |      |        |        |       |